# Mistrzostwa Europy U-19 w Piłce Nożnej 2024 (eliminacje)/Runda kwalifikacyjna/Grupa 10
W Grupie 10 eliminacji do Mistrzostw Europy U-19 2024 brały udział następujące zespoły:
- Czechy U-19
- Finlandia U-19
- Rumunia U-19
- San Marino U-19

## Stadiony
Na podstawie:
| Opawa            | Mapa miast-gospodarzy     | Ostrawa           | Frydek-Mistek     |
| ---------------- | ------------------------- | ----------------- | ----------------- |
| Stadion Miejski  | OpawaOstrawaFrydek-Mistek | Stadion Bazaly    | Stadion Stovky    |
| Pojemność: 7 524 | OpawaOstrawaFrydek-Mistek | Pojemność: 17 372 | Pojemność: 12 400 |
|                  | OpawaOstrawaFrydek-Mistek |                   |                   |

## Tabela
| Reprezentacja   | M | W | R | P | Br+ | Br- | +/- | Pkt. |
| --------------- | - | - | - | - | --- | --- | --- | ---- |
| Czechy U-19     | 3 | 2 | 1 | 0 | 6   | 1   | +5  | 7    |
| Rumunia U-19    | 3 | 1 | 2 | 0 | 8   | 1   | +7  | 5    |
| Finlandia U-19  | 3 | 1 | 1 | 1 | 8   | 1   | +7  | 4    |
| San Marino U-19 | 3 | 0 | 0 | 3 | 0   | 19  | -19 | 0    |

## Wyniki
| 11 października 2023 15:00 CET | Czechy U-19 · Málek 34', 49' · Horák 56' · Hranoš 76' | 4:0(1:0)Raport | San Marino U-19 | Stadion Miejski, Opawa Sędzia: Henrik Nalbandyan |
|                                |                                                       |                |                 |                                                  |

| 11 października 2023 15:00 CET | Finlandia U-19 | 0:0(0:0)Raport | Rumunia U-19 | Stadion Bazaly, Ostrawa Sędzia: Ante Čulina |
|                                |                |                |              |                                             |

| 14 października 2023 15:00 CET | Czechy U-19 · Pudil 34' | 1:0(1:0)Raport | Finlandia U-19 | Stadion Miejski, Opawa Sędzia: Ante Čulina |
|                                |                         |                |                |                                            |

| 14 października 2023 15:00 CET | Rumunia U-19 · Tudose 35' · Banu 38' · Capac 57', 90+3' · Răducan 67' · Gogescu 75' · Rădulescu 83' | 7:0(2:0)Raport | San Marino U-19 | Stadion Bazaly, Ostrawa Sędzia: Miloš Savović |
|                                | |                |                 |                                               |

| 17 października 2023 15:00 CET | Rumunia U-19 · Pop 48' | 1:1(0:1)Raport | Czechy U-19 · 8' Krulich | Stadion Stovky, Frydek-Mistek Sędzia: Henrik Nalbandyan |
|                                |                        |                |                          |                                                         |

| 17 października 2023 15:00 CET | San Marino U-19 | 0:8(0:4)Raport | Finlandia U-19 · 5' Toivonen · 15' (sam.) Benvenuti · 31' Hannula · 35' Danila Bulgakov · 50', 77', 87' Ezeh · 90' Puukko | Stadion Bazaly, Ostrawa Sędzia: Miloš Savović |
|                                |                 |                | |                                               |

## Strzelcy

### 3 gole
- David Ezeh

### 2 gole
- Michal Málek
- Alexandru Capac

### 1 gol
- Roman Horák
- Vojtěch Hranoš
- Matouš Krulich
- Adam Pudil
- Danila Bulgakov
- Otto Hannula
- Akseli Puukko
- Aaro Toivonen
- Luca Banu
- George Gogescu
- Rareș Pop
- Alexandru Răducan
- Mihnea Rădulescu
- Mario Tudose

### Gole samobójcze
- Tommaso Benvenuti (dla  Finlandii)